# Fédération internationale d'astronautique
Pour les articles homonymes, voir IAF.
La Fédération internationale d'astronautique (International Astronautical Federation ou IAF) est une organisation non gouvernementale fondée en 1951 et basée à Paris. Elle a 397 membres dans 68 pays différents. Elle est liée à l'Académie internationale d'astronautique et à l'Institut international de droit spatial. Ses articles sont publiés dans la revue Acta Astronautica.
En collaboration avec les Nations unies, l'IAF organise annuellement le « Space Workshop for Developing Nation » et participa à l'Unispace III. 
Pascale Ehrenfreund prend officiellement les fonctions de présidente en septembre 2019. Première femme à ce poste, elle succède à Jean-Yves Le Gall et Kiyoshi Higuchi.
Tous les ans lors du congrès international d'astronautique, trois prix prestigieux sont attribués : le Allan D. Emil Memorial Award, la Franck J. Malina Astronautics Medal et le Luigi G. Napolitano Award.